# جاك إيفانز
جاك إيفانز (بالإنجليزية: Jack Evans)‏ (19 مارس 1993 في المملكة المتحدة - ) هو لاعب كرة قدم بريطاني في مركز الدفاع. لعب مع إيستبورن بوروه ونادي غيلينغهام ونادي ليويس ونادي دارتفورد ونادي تاموورث وساتون يونايتد ونادي كوربي تاون وويلينج يونايتد.

## وصلات خارجية
- جاك إيفانز على موقع قاعدة بيانات كرة القدم.إي يو (الإنجليزية)
- جاك إيفانز على موقع Soccerbase.com (لاعب) (الإنجليزية)
- جاك إيفانز على موقع Soccerway.com (الإنجليزية)